# Colquencha (municipio)
Colquencha es una localidad y municipio de Bolivia, ubicado en el departamento de La Paz. El municipio de Colquencha es uno de los siete municipios que conforman la provincia de Aroma. La capital del municipio es la localidad de Colquencha.
Según el último censo oficial realizado por el Instituto Nacional de Estadística de Bolivia (INE) en 2012, el municipio cuenta con una población de 9.879 habitantes y está situado a una altitud promedio de 3900 metros sobre el nivel del mar.
El municipio posee una extensión superficial de 339 km² y una densidad de población de 29,14 hab/km² (habitante por kilómetro cuadrado).

## Demografía
De acuerdo con el censo boliviano de 2024, la población del municipio de Colquencha es de 12 344 habitantes.
La población del municipio aumentó más del doble entre 1992 y 2024:

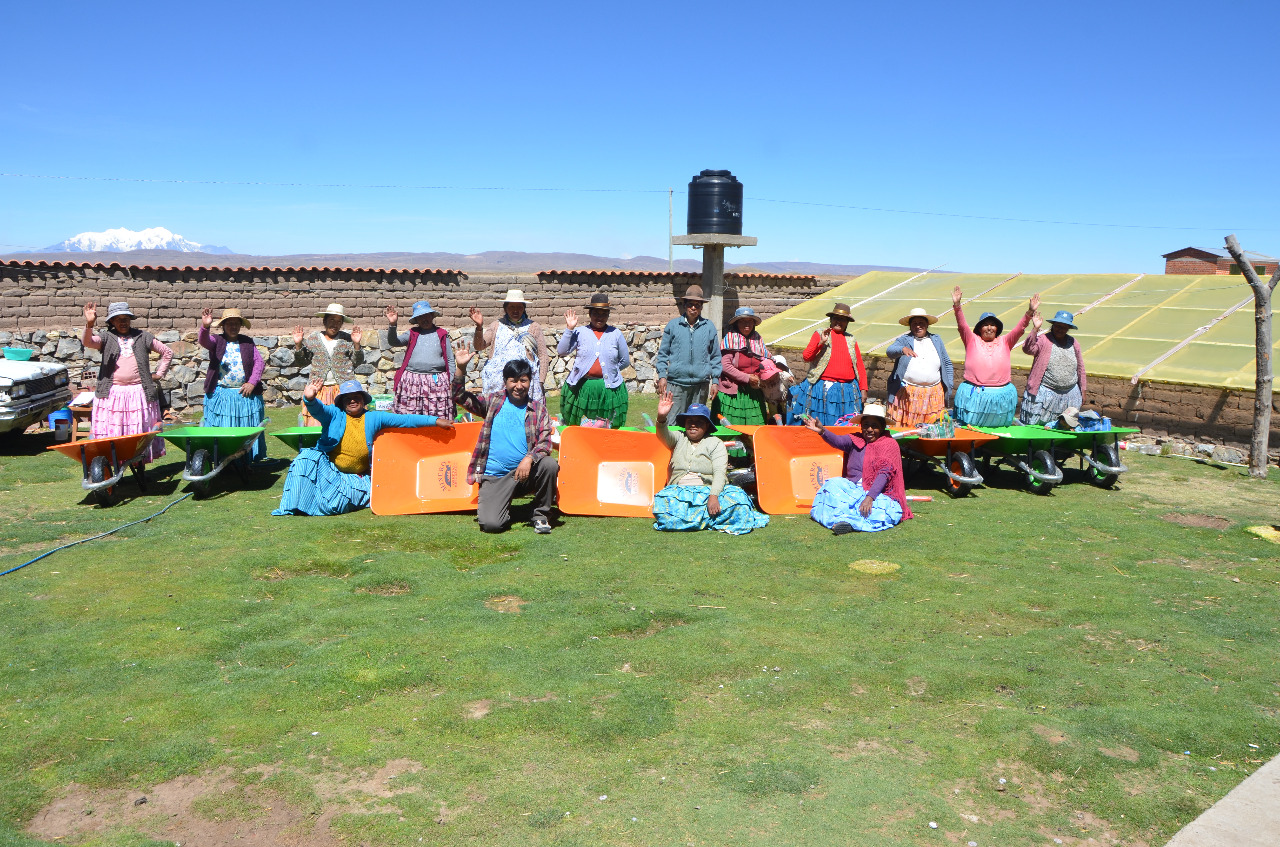
Mujeres productoras de hortalizas en Colquencha

| Año  | Habitantes (municipio) | Fuente                  |
| ---- | ---------------------- | ----------------------- |
| 1992 | 5 850                  | Censo boliviano de 1992 |
| 2001 | 8 020                  | Censo boliviano de 2001 |
| 2012 | 9 879                  | Censo boliviano de 2012 |
| 2024 | 12 344                 | Censo boliviano de 2024 |